# Black Moon (film)
Pour les articles homonymes, voir Black Moon.
Pour plus de détails, voir Fiche technique et Distribution.
Black Moon est un film fantastique franco-ouest allemand réalisé par Louis Malle, sorti en 1975.

## Synopsis
Pour une raison indéterminée, une guerre se déroule, opposant les hommes aux femmes. Une jeune fille tente d'échapper au conflit. Elle trouve refuge dans un lieu secret, au hasard de ses pérégrinations, et y trouve une licorne ainsi que d'étranges personnages vivant à l'écart du monde.

## Commentaire
Louis Malle l'annonce au début par un encart : il n'est pas demandé au spectateur de rechercher une trame logique à cette œuvre mais plutôt de la recevoir comme on le ferait d'un rêve, de se laisser impressionner par des sensations et des images. Autant dire qu'il n'est pas facile de décrire plus avant le scénario. On a affaire à une succession de scènes apparemment décousues par lesquelles il faut se laisser submerger pour se faire une idée.
Dans une entrevue télévisée sur Antenne 2, le 27 septembre 1975, Louis Malle répond à Philippe Bouvard. Il se défend d'avoir fait un film onirique mais un film « tourné en marge de la réalité », qui « rend compte de la réalité d'aujourd'hui ». Louis Malle parle de climat d'« incertitude » pour un film dont l'histoire se passerait dans un « futur proche ».

## Fiche technique
- Titre : Black Moon
- Titre italien : Luna nera
- Réalisateur : Louis Malle
- Photographie : Sven Nykvist
- Scénario : Joyce Buñuel, Louis Malle et Ghislain Uhry
- Producteurs : Louis Malle et Claude Nedjar
- Musique : Diego Masson
- Collaboration musicale : Anthony Roden, Sylvia Lindenstrand et les enfants de La Maîtrise de Radio-France (Tristan und Isolde, acte II, de Richard Wagner)
- Montage : Suzanne Baron
- Son : Luc Perini
- Pays d'origine :  France -  Allemagne de l'Ouest
- Format : couleur (Eastmancolor) - 35 mm
- Genre : fantastique
- Durée : 100 minutes
- Date de sortie :
  - France : 24 septembre 1975
- Affiche : René Ferracci (France)

## Distribution
- Cathryn Harrison (en) : Lily
- Therese Giehse : la vieille femme[2]
- Joe Dallesandro: le frère (Lily)
- Alexandra Stewart: la sœur (Lily)

## Distinctions
- Césars 1976 : César du meilleur son pour Nara Kollery et Luc Perini
- Césars 1976 : César de la meilleure photographie pour Sven Nykvist

## Remarque de tournage
- La voiture conduite par Cathryn Harrison (en) est une Honda Z600